# Tsunami météorologique

Effet d'une onde de tempête.

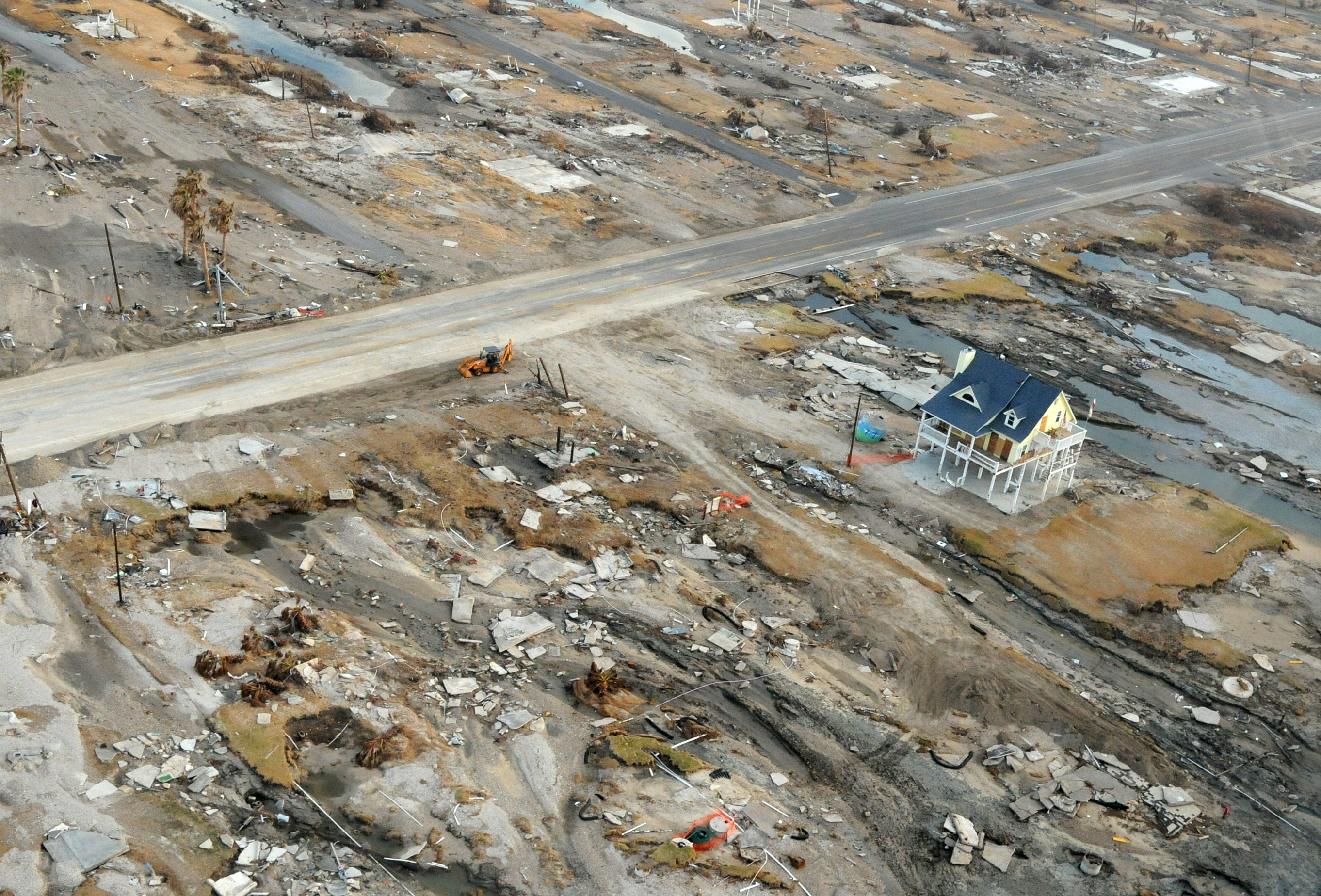
Détail des dommages.

Un tsunami météorologique, météotsunami, ou météo-tsunami, est un phénomène semblable à un tsunami mais causé par des perturbations météorologiques ou atmosphériques. Les vagues peuvent être produites par des ondes de gravité atmosphériques, des sauts de pression, le passage d'un front, des grains orageux, des coups de vent, des cyclones tropicaux et d'autres sources atmosphériques qui causent une onde de tempête.
Le mécanisme qui explique la propagation, l'élévation et l'accélération de la vague quand elle arrive près de la côte est le même que pour un tsunami. Pour un observateur situé sur la côte où le phénomène se produit, ces deux phénomènes ont la même apparence et sont caractérisés par une vague de longue période qui peut de la même manière dévaster des zones côtières, en particulier dans les baies et détroits caractérisés par une forte amplification et des propriétés de résonance bien définies.
Ce type de vague peut apparaître sur un haut-fond, sur le littoral ou en bordure d'un lac (comme sur le lac Erié où des vagues atteignant 2,13 m de hauteur ont été observées le 27 mai 2012). La plupart des supposés tsunamis observés dans les zones à faible risque sismique sont des météo-tsunamis. Exceptionnellement, deux phénomènes peuvent s'additionner, un météotsunami pouvant aggraver les effets d'un vrai tsunami en cours (ou inversement),, comme ce fut le cas par exemple lors de l'éruption du Krakatoa en 1883, qui a généré des tsunamis volcano-météorologiques, également liés à la puissance de l'explosion volcanique (évaluée à 150± 50 mégatonnes).

## Dénominations
Ces vagues ont aussi été nommées :
- rissaga dans les îles Baléares et en Espagne[6],[7],[8]
- abiki, dans la Baie de Nagasaki au Japon[9]
- marrobbio en Sicile[10]
- milghuba à Malte
- Seebär en mer Baltique
- šćiga en Croatie.
- enfin dans plusieurs régions du monde certaines de ces vagues ont pu être désignées comme Freak waves, Rogue waves, ou vague scélérate[11].

## Causes
Ces vagues semblables à celles des vrais tsunamis (qui ont eux une cause sismique et/ou gravitaire (glissement de terrain sous-marin ou subaquatique en eau douce, ou encore la chute d'une météorite d'une taille suffisante) sont principalement causées par déplacement de fortes perturbations de pression atmosphérique, pouvant par exemple être associées aux ondes de gravité atmosphériques, à un front, à un nuage en rouleau (Arcus), changements brutaux de pression, passages d'un « grain », évènements qui génèrent normalement vagues sur l'océan ouvert qui est un milieu barotrope, qui peuvent être amplifiées près de la côte via des mécanismes spécifiques de résonance,.
Les effets d'interaction avec l'océan du déplacement d'une telle perturbation atmosphérique peuvent durer de quelques minutes à plusieurs heures.

## Effets
Ce sont ceux d'un tsunami, avec une gravité proportionnelle à la hauteur et vitesse de la vague, et à la vulnérabilité de la zone touchée
pouvant également se manifester dans les fleuves via la remontée de l'onde, à la manière d'un mascaret. Selon les conditions météo, la vague peut apparaître très localement, ou être observée sur un très large front, comme quand le 27 juin 2011 un évènement de type petit tsunami est observé sous forme d'une vague anormale dans l'estuaire de la Yealm près de Plymouth, avec une anomalie de marée également observée du Portugal au pas de Calais, ensuite considérée comme un météotsunami lié aux conditions météorologiques du littoral ouest-européen.

## Dans le monde
| Lieu                                                      | Pays                     | Hauteur max (m) |
| --------------------------------------------------------- | ------------------------ | --------------- |
| Baie de Nagasaki                                          | Japon                    | 4,8             |
| Port de Pohang                                            | Corée                    | 0,8             |
| Côte ouest de Corée                                       | Corée                    | 1,5             |
| Port de Longkou                                           | Chine                    | 3               |
| Port de Ciutadella                                        | Espagne                  | 4               |
| Golfe de Trieste                                          | Italie                   | 1,5             |
| Littoral ouest de la Sicile                               | Italie                   | 1,5             |
| Malte                                                     | Malte                    | 1               |
| Grands Lacs                                               | États-Unis/Canada        | 3               |
| Croatie / Mer Adriatique                                  | Vela Luka (21 juin 1978) | 6               |
| Daytona Beach                                             | États-Unis               | 3,5             |
| Maine (États-Unis) 28 octobre 2008, survenu à marée basse | États-Unis               | 4               |

### Amérique du Nord
Les tsunamis sont rares en Atlantique Nord, mais la côte du Sud-Est des États-Unis est très exposées aux cyclones qui se constituent dans l'Atlantique. Les relevés précis faits avant 2004 sont rares, car la surveillance du niveau marin était faite avant cette date par des mesures ponctuelles relevées toutes 6 ou 15 minutes seulement. Après le tsunami de Sumatra, le système de mesure a été amélioré le long de la côte Est avec une mesure toutes les minutes.

### Europe
Les littoraux faisant face aux eaux ouvertes de l'Atlantique sont les plus exposés, dont ceux du Royaume-Uni où des météotsunamis peuvent être produits de puissantes rafales de vent et des orages nés en mer, avec un risque plus important dans des régions où les plages attirent de nombreux touristes ou promeneurs l'été.
La plupart de ces phénomènes sont imperceptibles ou sans effets significatifs, comme la petite vague (de 30 cm environ) qui s'est manifestée dans la Manche en juin 2011, mais des vagues induites par des orages d'été ont tué des personnes dans 5 cas de 1892 à 1966, selon les archives anglaises.

### Région tropicale
Certaines ondes de tempête associées à des cyclones tropicaux peuvent générer des météotsunamis brutaux et particulièrement destructeurs,,. Ils se produisent généralement peu de temps après l'arrivée au-dessus de la terre de l'œil du cyclone,. Dans l'Ouest de l'Atlantique, la vitesse de déplacement d'un météotsunami né en eau profonde peut atteindre 732 km/h.

## Études rétrospectives
Certains évènements de submersions brutales et localisées survenus dans le passé sont longtemps restés sans explications quant à leur origine. Des années plus tard, sur la base de témoignages permettant (quand ils existent) de reconstituer les caractéristiques de la vague, des modélisateurs peuvent proposer ou éliminer certaines causes. Ainsi, une vague de type tsunami ayant le 27 août 1969 inondé le village de Dwarskersbos (Western Cape, en Afrique du Sud, en y endommageant de petits bateaux laissait penser que son origine pouvait être un effondrement sous-marin car il s'est produit « en l'absence de toute source sismique ou des conditions météorologiques extrêmes ».
Selon les témoignages, elle a, en 13 emplacements probablement, atteint 2,9 m et le maximum d'inondation a touché une zone située à 260 m du rivage. Curieusement, cette inondation n'a touché qu'une courte portion de littoral (de moins de 2 km) et non les habitations situées du côté opposé de la baie de Sainte-Hélène, ni celles d'Elands Bay et de Lamberts Bay, respectivement à 43 et 68 km au nord. Un glissement de terrain sous-marin a été modélisé, qui aurait pu se produire dans un canyon situé à 20 km au nord-ouest de Shelley Point. Le modèle a « rétrospectivement prédit » des amplitudes comparables le long de la plupart des côtes régionales, ce qui n'est pas compatible avec les faits observés à l'époque et documentés à Dwarskersbos. Une autre modélisation, impliquant cette fois une origine météorologique couplant les effets d'un grain et de phénomènes de résonance, pourrait expliquer cette vague, alors qu'un autre tsunami (du 21 août 2008) qui a lui touché 900 km portion de littoral évoque une source lointaine, qui pourrait-être une faillance de la bordure du plateau continental.

## Prévention et systèmes d'alerte
La prévention des risques passe à ce sujet par les améliorations de la prévision météorologique, et une meilleure compréhension, modélisation, et anticipation des risques, par les autorités et les habitants ou utilisateurs de sites exposés. Les documents d'occupation du sol et règlements d'urbanisme peuvent rendre ces zones inconstructibles et/ou imposer des mesures de prévention, précaution.
Des systèmes de prévision, de détection et d'alerte de la population en temps réel se mettent peu à peu en place, par exemple en mer Adriatique où divers évènements de ce type ont été enregistrés dont une vague qui a culminé à 6 m de hauteur à Vela Luka le 21 juin 1978.